# Jacob Isbosethsen
Jacob Isbosethsen (* 9. Februar 1981 in Nuuk) ist ein grönländischer Diplomat.

## Leben
Jacob Isbosethsen studierte bis 2008 Jura an der Universität Aarhus. Anschließend arbeitete er bis 2011 im grönländischen Fischerei-, Jagd- und Landwirtschaftsministerium. Von 2011 bis 2013 war er Botschaftssekretär an der grönländischen EU-Repräsentation in Brüssel. Von 2013 bis 2018 war er im grönländischen Außenministerium angestellt, davon ab 2015 als Abteilungsleiter. 2018 wurde er zum Repräsentationschef der neueröffneten grönländischen Repräsentation in Reykjavík ernannt. 2021 wurde er in die neueröffnete Repräsentation in Peking versetzt.